# Cerro al Volturno
Cerro al Volturno är en ort och kommun i provinsen Isernia i regionen Molise i Italien. Kommunen hade 1 240 invånare (2018).